# Oh Seung-hwan
Dans ce nom coréen, le nom de famille, Oh, précède le nom personnel.
Oh Seung-hwan (né le 15 juillet 1982 à Jeongeup, Jeolla du Nord, Corée du Sud) est un lanceur de relève droitier de baseball. Il évolue avec les Cardinals de Saint-Louis de la Ligue majeure de baseball.

## Carrière

### Internationale
Il a obtenu les médailles de bronze lors des Jeux asiatiques de 2006 à Doha et d'or lors des Jeux olympiques 2008 à Beijing, ainsi que la troisième place à la Classique mondiale de baseball 2006.

### Corée du Sud
De 2005 à 2013, il évolue pour les Samsung Lions de Daegu de l'Organisation coréenne de baseball. En 510 manches et un tiers lancées en 9 saisons, sa moyenne de points mérités se chiffre à seulement 1,60. Celle-ci n'est jamais plus élevée que 1,59 dans 5 de ses 9 saisons, et sous 1,94 lors de 7 saisons sur 9. Hormis les saisons 2009 et 2010 où sa moyenne se chiffre au-dessus de 4 points mérités accordés par match, Oh est toujours l'un des plus brillants releveurs de la ligue. Après ses deux années plus difficiles, il rebondit avec une moyenne de points mérités d'à peine 0,63 en 57 manches lancées en 2011. Sa deuxième meilleure moyenne annuelle est celle de 1,18 à sa saison recrue en 2005. Oh réussit 625 retraits sur des prises en 510 manches lancées en Corée.
Stoppeur des Lions, il quitte la KBO avec 277 sauvetages au total, dont un sommet de 57 réalisés durant la saison 2011.

### Japon

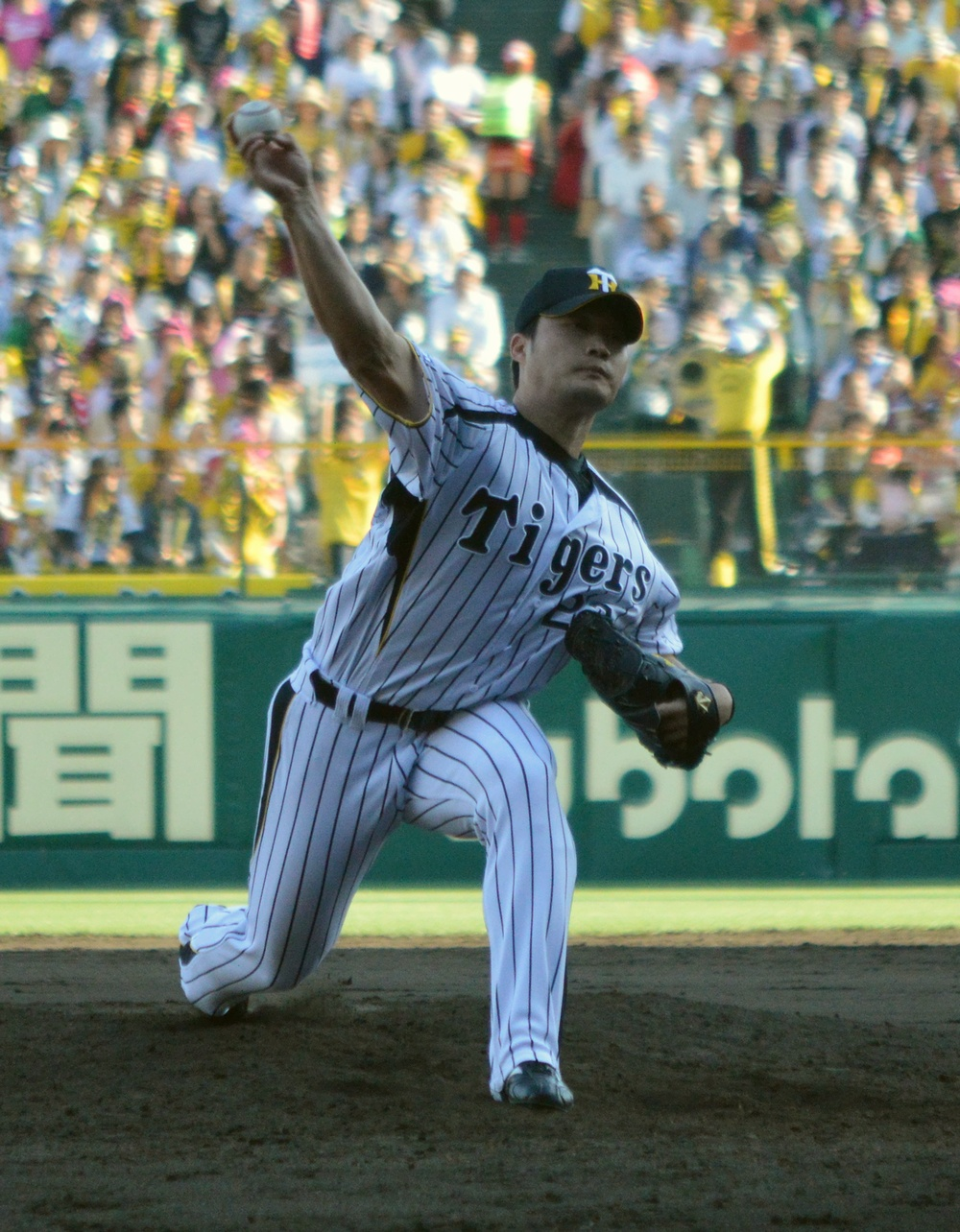
Oh Seung-hwan en 2014 avec les Hanshin Tigers.

Il joue pour les Hanshin Tigers de la Ligue centrale du Japon en 2014 et 2015. Il enchaîne des moyennes de points mérités de 2,43 et 2,73 avec 39, puis 41 sauvetages, respectivement. Sa moyenne s'élève à 2,58 points mérités accordés par partie en 136 manches lancées lors de ses deux saisons au Japon, avec 80 victoires protégées et 147 retraits sur des prises.

### Amérique du Nord
Le 11 janvier 2016, le lanceur de 33 ans signe un contrat d'une saison (2016) et une année d'option (2017) avec les Cardinals de Saint-Louis de la Ligue majeure de baseball.
Il fait ses débuts dans le baseball majeur le 3 avril 2016 avec les Cardinals dans un match face aux Pirates de Pittsburgh.
En 76 apparitions au monticule pour les Cardinals à sa première saison en 2016, Oh réussit 103 retraits sur des prises en seulement 79 manches et deux tiers lancées. Il réalise 19 sauvetages et conserve une excellente moyenne de points mérités de 1,92. Il termine au 6e rang du vote désignant la meilleure recrue de la Ligue nationale, un prix décerné à l'unanimité à Corey Seager. Il a signé en 2018, pour l'équipe des Rangers pour un salaire de 2,75 millions de dollars sur un an.

## Personnel
Oh Seung-hwan hérite des surnoms « Bouddha de pierre » et Final Boss, puisqu'en tant que stoppeur il est le dernier lanceur que l'équipe adverse doit battre avant que le match ne soit terminé.
En 2015, Oh a fréquenté Kwon Yu-ri, une des chanteuses de Girls' Generation, un groupe de K-pop.